# Жан IV де Вандом

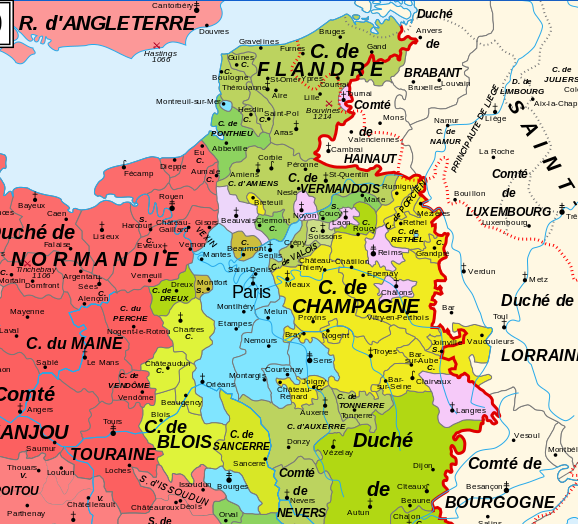
Графство Вандом на карте Франции

Жан IV де Вандом (фр. Jean IV de Vendôme; ум. не позднее 1240) — граф Вандома с 1217. 

## Биография
Сын Пьера II, сеньора де Монтуар, и его жены Агнес де Вандом. Наследовал графство Вандом после смерти дяди — Жана III (1217).
В 1220 г. вместе с женой основал первый в Вандомуа женский монастырь — аббатство де ла Виржините.
В 1226 году сопровождал короля Людовика VIII в крестовом походе против альбигойцев.
Умер не позднее 1240 года, когда графом упоминается его сын.

## Брак и дети
Жена — Эглантина, происхождение не выяснено. Дети:
- Пьер, граф Вандома
- Жоффруа де Лаварден, сеньор де Савиньи
- Жан, сеньор де Сен-Лоран-де-Мортье
- Матильда, жена Гуго де Монтиньи, сеньора де Бьеви
- Агнес
- Гонорина, жена Жоффруа, сеньора де Троо.